# Rama (nave espacial)
Rama es una misteriosa nave extraterrestre que constituye uno de los elementos centrales y escenario de la novela de ciencia ficción Cita con Rama de Arthur C. Clarke, y posteriormente de la tetralogía escrita por Clarke y Gentry Lee, que se completa con Rama II, El jardín de Rama y Rama revelada.

La infraestructura de Rama es un cilindro perfecto. En esta figura, h =50 km, y r = 10 km aproximadamente.

Rama es esencialmente un cilindro oscuro, metálico, sin aditamentos externos. Se destacan sus enormes dimensiones: 50 km de largo y unos 20 km de diámetro. Si bien se lo puede describir como una nave, ya que posee un sofisticado sistema de propulsión capaz de viajes interestelares, también se lo puede pensar como un pequeño «mundo móvil». El cilindro está en su gran mayoría vacío; la rotación de Rama sobre su eje longitudinal crea la ilusión de una fuerza de gravedad en la superficie interior de su cascarón, en forma similar a lo que se observa en un cilindro de O'Neill. A todos los propósitos prácticos Rama es un mundo artificial, con un paisaje utilitario, capaz de sostener la vida.

## Cita con Rama(fase I)

### Nombre y descubrimiento
El primer contacto entre Rama y los humanos tiene lugar en el año 2131, cuando penetra en el sistema solar con una velocidad y dirección tal que la habría conducido en una trayectoria con asistencia gravitatoria alrededor del Sol de regreso al espacio exterior. Inicialmente, es confundida con un gran asteroide, siendo detectada por SPACEGUARD, un red de radares automáticos diseñada para dar la alerta sobre posibles cuerpos celestes que pudieran impactar sobre la Tierra. Por ello su primer nombre es el código de base de datos 31/439 (de acuerdo con el año y orden de su descubrimiento). Cuando se encuentre viajando cerca del perihelio de su trayectoria, llama la atención de los humanos por lo anormal de su forma y la trayectoria que sigue. Cuando aún piensan que es un asteroide, y a causa de su tamaño, los astrónomos le dan al cuerpo 31/439 un nombre propio. Por ello, siguiendo la tradición de bautizar a los objetos celestes con nombres de figuras mitológicas, el objeto 31/439 es llamado Rama en honor al rey dios hinduista Rāma.
Luego de numerosas especulaciones, observaciones por telescopio y envío de sondas robóticas, que se suceden en los meses subsiguientes, se confirma que Rama es un artefacto artificial, y, aunque sea en forma indirecta, representa el primer contacto con vida extraterrestre. Rama es interceptada y explorada por la tripulación de la nave de estudios solares Endeavour, comandada por el comandante William Norton. Luego de una misión de tres semanas de duración el Endeavour parte y Rama, aparentemente indiferente a la presencia de las formas de vida con las que toma contacto, recarga combustible utilizando la materia y energía del Sol, realiza varias correcciones menores a su trayectoria y sale del sistema solar tal como se había predicho.

### Información vital
|                       | Exterior    | Interior    |
| Largo                 | ~54 km      | ~50 km      |
| Diámetro              | ~20 km      | ~16 km      |
| Área de su superficie | ~4000 km²   | ~3000 km²   |
| Volumen               | ~17.000 km³ | ~10.000 km³ |
| Masa                  | ~1016 kg    | ~1016 kg    |

(Las distancias son aproximadas, ya que existen algunas variaciones de las mismas en el libro).
- Propulsión: la aceleración máxima de Rama es de 0,02 g, o 0,1962 m/s², utilizando una forma desconocida de impulso sin reacción, que parece que funciona mediante la generación de un campo alrededor de Rama que niega la inercia de la masa que captura. Sin importar la naturaleza de su ingeniería, Rama puede controlar libremente su velocidad, dirección y rotación.
- Potencia: Rama puede reabastecerse cargando energía y materiales directamente desde una estrella. Cuando viaja entre estrellas, virtualmente todos sus sistemas y mecánica se apagan y se convierte en una reliquia muerta. Su temperatura alcanza casi el cero absoluto. Se desconoce si meramente almacena energía o la genera (lo más posible es que realice fusión nuclear, como las estrellas de las que se abastece). La fuente más probable del poder y la propulsión parecen ser los Cuernos.
- Defensa: Pasiva. La cáscara de Rama (excepto alrededor del Mar Cilíndrico y del Polo Norte, posee un espesor de 2 km, completamente sólido (de acuerdo con las pruebas sísmicas), y compuesto de una aleación no identificada que puede bloquear la radiación del Sol hasta desde una distancia de sólo 5 millones de kilómetros. Rama también puede activar un capullo de material perfectamente reflejante, con el cual puede pasar muy cerca del Sol sin dañarse.
- Ofensivo: Rama no ha demostrado tener ninguna capacidad hostil.

### Diseño
La mayoría de los siguientes nombres son elegidos en forma arbitraria por la tripulación del Endeavour.
La zona frontal del cilindro de Rama, en la dirección del sentido de aceleración, es llamada Norte. Y la zona posterior Sur. Estos dos puntos son la referencia para el sistema de coordenadas que se utiliza dentro de Rama.
- Polo Norte: La quilla de Rama posee tres aberturas que permiten acceder al interior de la nave.
- Polo Sur: La popa de Rama es la zona donde se alojan sus motores de propulsión.
- El mar cilíndrico: Un reservorio artificial de agua que divide la superficie interna de Rama en dos zonas cilíndricas la norte y la del sur.
- Nueva York: Un conglomerado extraño de edificaciones muy elevadas en una isla que se encuentra en el centro del mar cilíndrico.